# Toosa batesi
Toosa batesi är en fjärilsart som beskrevs av George Thomas Bethune-Baker 1927. Toosa batesi ingår i släktet Toosa och familjen Thyrididae. Inga underarter finns listade i Catalogue of Life.